# Antiga Catedral de Manágua

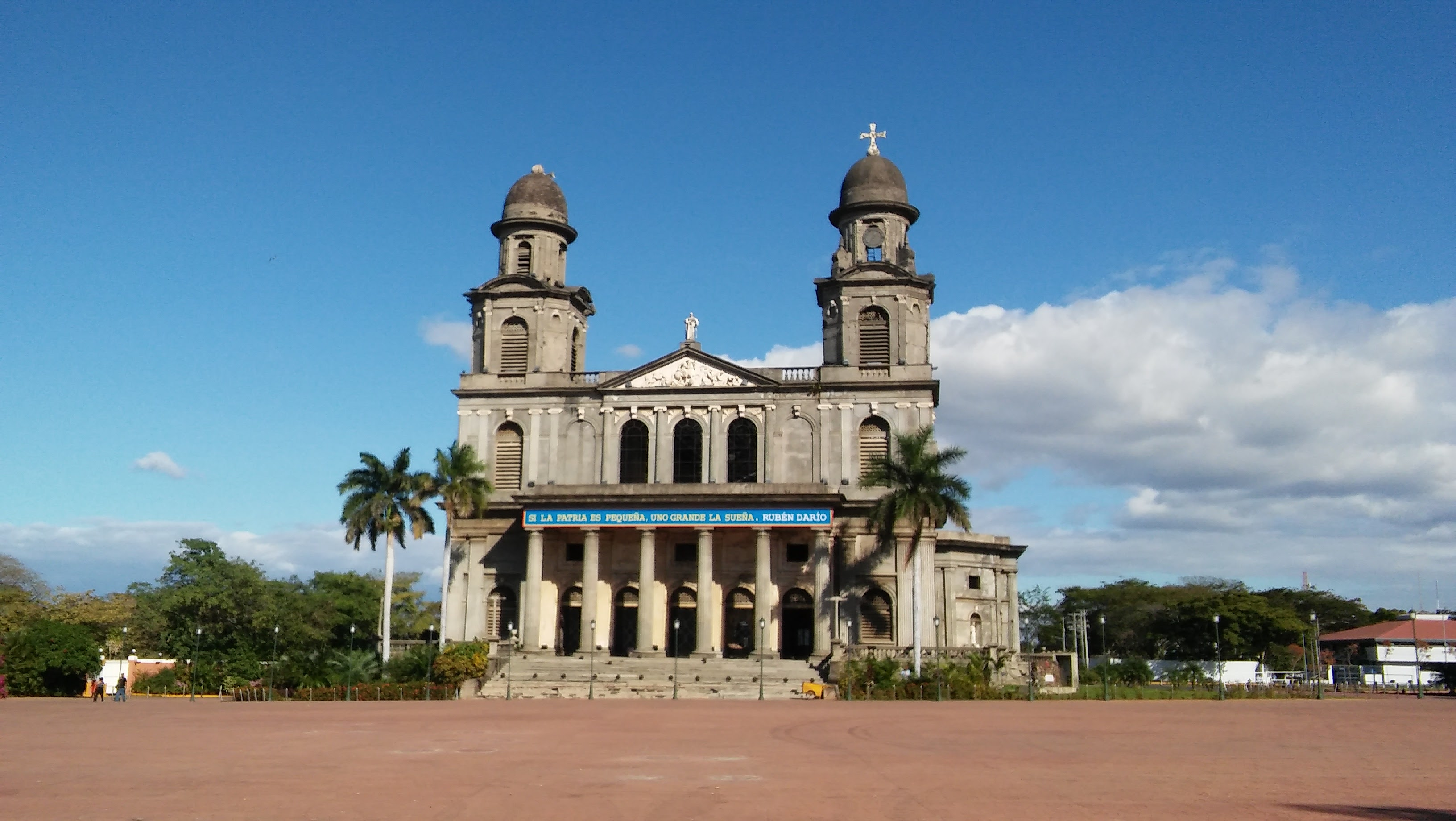
A antiga catedral de Manágua em fevereiro de 2017

A Antiga Catedral de Manágua, conhecida como Catedral de Santiago em espanhol, é uma catedral em Manágua, Nicarágua.
A catedral foi projetada por arquitetos belgas.  Diz-se que seu design neoclássico foi inspirado pelo visual da igreja de São Sulpício em Paris, França. A construção começou em 1928 e durou até 1938.  O engenheiro belga Pablo Dambach supervisionou a construção da catedral.  O ferro usado para enquadrar o núcleo da catedral foi enviado diretamente da Bélgica.
A catedral sobreviveu ao terremoto de 1931 na Nicarágua, pois apenas seu núcleo de ferro havia sido erguido na época. Quatro décadas depois, a catedral foi fortemente danificada durante o terremoto de 1972 na Nicarágua, e o prédio foi posteriormente condenado, embora não tenha sido demolida. O fechamento da catedral levou à construção da Catedral Metropolitana da Imaculada Conceição, também conhecida como a Nova Catedral de Manágua, que foi concluída em 1993. Desde então, a restauração da Catedral Velha parece ser possível.
O relógio da torre da antiga catedral, que foi danificado durante a Revolução Sandinista da década de 1980, foi posteriormente removido durante as reformas da catedral no final dos anos 90. O relógio agora está alojado no Palácio Nacional da Cultura.